# Glipa tricolor
Glipa tricolor là một loài bọ cánh cứng trong họ Mordellidae. Loài này được Wiedem miêu tả khoa học năm 1823.